# Wekufe
El Wekufe, también conocido como huecufe, wekufü, watuku, huecufu, huecubo, huecubu, huecuvu, huecuve, huecovoe, giiecubu, güecubo, güecugu, uecuvu o güecufu, es un importante tipo de espíritu  y/o fuerza (energía) dañina presente en la creencia y mitología mapuche, el cual suele ser asociado actualmente a rituales de "magia negra", y/o a tragedias e infortunios (mala suerte) que sufre el ser humano.

## Concepto de Wekufe
Generalmente es usado como nombre genérico para describir a los seres míticos de la mitología mapuche que por lo común son dañinos para el ser humano. Según el Mapudungun, la palabra Wekufe puede igualmente ser atribuida a alguna persona que tiene la cualidad de ser "mentirosa" o "traicionera". Con la llegada del Catolicismo el término se asimiló al arte del mal y se demonizó.
Desde entonces el concepto de Wekufe es amplio, y tiene múltiples usos, ya sea como sujeto, cualidad o agente, dependiendo del punto de referencia o situación que se tome. 
Cómo concepto de un ser espiritual, los Wekufes son entidades vivientes materiales, sutiles o extracorpóreas que proyectan o provendrían de las fuerzas o energías "wekufes", energías caóticas que se caracterizan por su tendencia a perturbar o destruir el equilibrio existente en el mundo, y son las causantes de las enfermedades, división, muerte y otras calamidades que sufre el Mapuche. Por ello también a los Wekufes al ser considerados seres provenientes de fuerzas "malignas", se los suele asociar impropiamente con el Gualicho, o incluso con el concepto de demon de los griegos u otras denominaciones que tienen esta característica similar, aunque no serían sinónimos de Wekufe.
Posteriormente a la llegada de los españoles a América, al igual que con el Gualicho, los misioneros asociarían incorrectamente la creencia en Wekufes, y usarían la palabra como sinónimo de los conceptos de diablo, demonios o de una fuerza del mal o diabólica, hecho que provocaría confusión y cambiaría parcialmente el concepto de Wekufe hasta la actualidad, e incluso dentro de la misma cultura del pueblo Mapuche.

## Leyenda
Los mapuches cuentan en sus leyendas que los wekufes provendrían del Minchenmapu, lugar al oeste y fuera del Mapu (tierra en mapuche, aunque Mapu aquí hace referencia a la tierra conocida en la cosmovisión mapuche tradicional). Estos seres se habrían originado de las fuerzas o energías que tienen tendencia a perturbar o destruir el equilibrio; y a diferencia de todo ser viviente y espíritu que poseen su propia ánima, los Wekufes (a diferencia de los espíritus Ngen) serían los únicos seres que no poseen ánima propia. Entre estos Wekufes, los más conocidos serían Trelke-wekufe (el cuero), y el Canillo, ambos poderosos wekufes con la capacidad de adquirir forma corpórea y material. 

### Los Wekufes y su relación con los calcus
También se dice que muchos Wekufes permitirían ser manipulados por los calcus (hechicero mapuche, equivalente a un brujo), para que estos los utilicen como un medio místico de obtener poder, y para ser utilizados a distancia para "enfermar" y matar a ciertas personas de bajo espíritu. Esta sería la razón por la que se dice que el calcu poderoso heredaría el espíritu Wekufe que servía a un ancestro que también fue calcu. Sin embargo, al utilizar a los Wekufes, los calcus voluntariamente también serían sirvientes de estos seres. 
Para ser utilizado y para enfermar, el calcu haría que el Wekufe se introdujera en el cuerpo o aura del sujeto, generalmente en forma de algún pequeño fragmento de madera, de una paja o un pequeño animal de fuerte aliento, o directamente mediante el ataque como entidades sutiles o extracorpóreas que proyectan la energía wekufe del desequilibrio.

### El Wekufe y su relación con los muertos
Igualmente el Wekufe tiene el poder de adueñarse y esclavizar al pillú (ánima del muerto reciente que se resiste a alejarse de su cuerpo), mientras esta no se transforme en espíritu alwe (espíritu maduro). El calcu también se aprovecharía de esta cualidad para utilizar a su wekufe como medio para atrapar a los pillü. Al ser atrapado el pillü, este sería también utilizado para hacer daño a distancia. 

### Los Wekufes y su relación con otros espíritus antiguos
Los Wekufes también pueden ser enviados directamente por los espíritus Pillanes, y Ngen (Protectores) como forma de castigo. 
Estos espíritus les permitirían a los Wekufes hacer daño, si el Mapuche se ha comportado mal o desviado en su forma de actuar. Entre las causas de ello, por ejemplo están: El no haber realizado los gillatunes; por haberse burlado o no creído en un Machi; por ingerir comida sin haber solicitado permiso previo de caza o recolección al Gran espíritu Ngen de la fecundidad Universal, y principalmente por no respetar las leyes morales del admapu.

### Protección y cura
En la tradición Mapuche, el tener al wekufe se dice en el idioma secreto o sagrado de las Machi: kalüleluuk'len. Para ser extraído el Wekufe se debe realizar la ceremonia del machitún.
Para mantener al wekufe alejado de la comunidad Mapuche, igualmente siempre se debe realizar la ceremonia del Nguillatún, "Para que Ngenechén y los grandes Pillanes no permitan que los Wecufes actúen"; y sobre todo siempre cumplir las leyes morales del admapu.
Para identificar y tener tiempo de protegerse de un Calcu que pueda estar utilizando a un Wekufe, se dice que estos generalmente estarían vestidos de un color negro compacto, el único color en la vestimenta del Calcu.

## Otros usos de la palabra wekufe
La denominación Uecuvu Mapu o, aún mejor escrito: Wekufe Mapu, traducido frecuentemente al castellano como País del diablo, se utilizó también en la toponimia para señalar a ciertas zonas particularmente inhóspitas del Comahue y la Patagonia, por ejemplo la desierta y fría travesía que se ubica hacia las coordenadas 36°22′S 68°43′O / -36.367, -68.717 en el sureste de la provincia de Mendoza y los confines occidentales de la provincia de La Pampa. Otro "Uecuvu Mapu" temido se ubicaba en las más desoladas y ventosas mesetas del centro de la Patagonia.